# コシジロヤマドリ
コシジロヤマドリ（腰白山鳥、Phasianus soemmerringii ijimae）は、ヤマドリの亜種。
名前の由来は、オスの腰部が白色であることに由来する。日本では九州南部にしか生息しない。また、鳥獣保護法に基づき、捕獲や飼育が禁じられている。穀類や種子、木の葉、昆虫などを食べる。4月から5月に岩陰などに営巣して繁殖する。
1964年（昭和39年）宮崎県の県鳥に選ばれた。
5亜種あるヤマドリの亜種の中でも最も身体の色が濃くなる。狩猟用に放鳥される他地域のヤマドリ亜種との交雑が進んでおり、消滅が懸念される。